# 高盧語

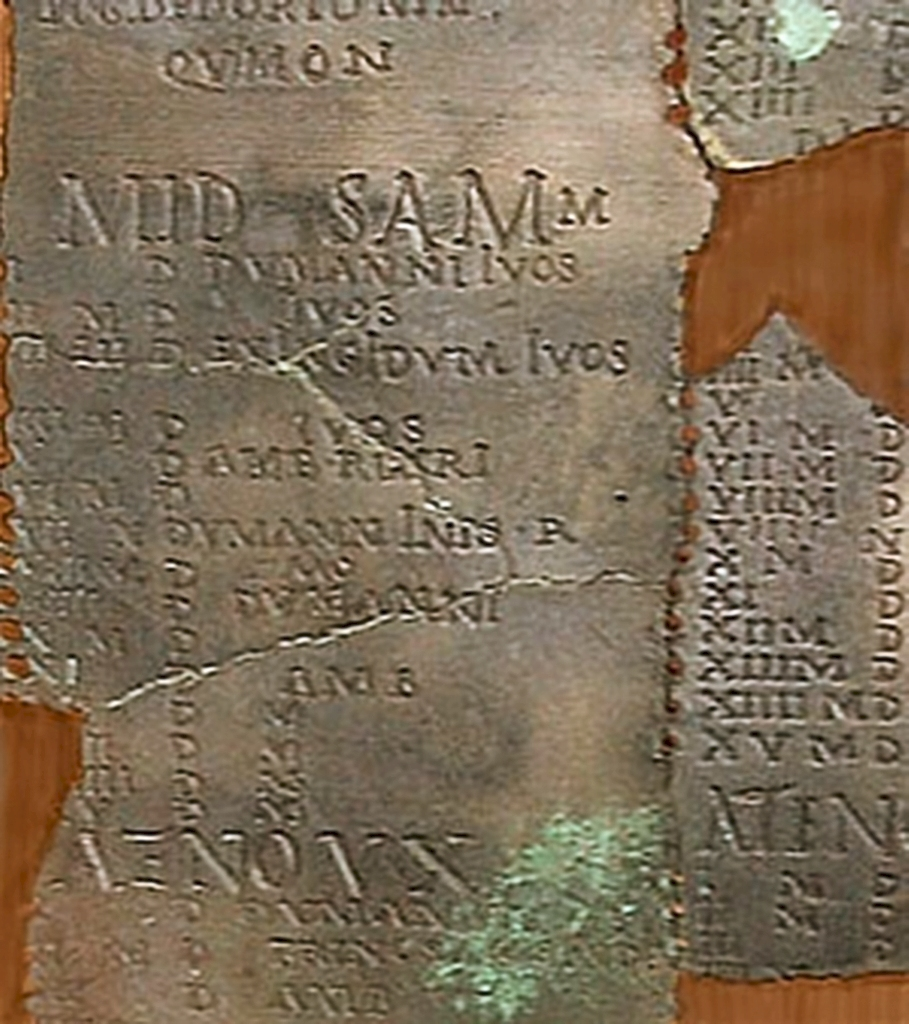
科利尼曆法

高盧語是一種已滅亡的凱爾特語言，通行於羅馬帝國、法蘭克人、及不列顛凱爾特人入侵前的高盧，從發現於法國及比利時各處的上百個墓碑、石柱、紀念碑了解這種語言，其中最著名的，就是發現於法國與瑞士邊界 Ain 河畔的科利尼曆法，是凱爾特民族曆法史料的一大發現。

## 歷史
高盧語是一種大陸凱爾特語言，有著相當複雜的曲折語形，約有六或七種的詞形變化，由法國歷史學家 A. Lot 等人重建，被認為與拉丁語相當相似，使當初的高盧人在學習拉丁語時毫不費力，並很快地就採納了後者。然而這種說法還有相當多的爭議。
高盧語並沒有像某些人認為的如此快地消逝。事實上，高盧語存在了幾世紀，才被之後盛行的拉丁語完全取代；在某些地區，它甚至殘存到法蘭克人入侵的時間。第六世紀時，杜爾的聖格列高利也記載到，他居住的地方，有些人們還是能說高盧語。直到今天，我们还可以从很多法国地名中找到高卢语的痕迹，比如里昂(Lyon)来自Lugdunum，雷恩(Rennes)来自高卢部落名Redones。
從足夠的高盧語碑銘及文稿得知，高盧語屬於一種 P 凱爾特語支的語言，這意味著當另個語支 Q 凱爾特語支的凱爾特語言保留了早先印歐語系的子音 kw 或 k 時，高盧語已將它們轉為 p，也因此高盧語的「兒子」是 *mabos 或 *mapos，而其他 Q 凱爾特語支的「兒子」是 maccos 或 maqqos（自歐甘銘文上取料）。
被記載下的高盧語都是由外來者帶來的字母所寫成，希臘字母、拉丁字母、和愛屈利亞字母都曾被使用於書寫高盧語，而在不列顛群島上發現的歐甘銘文則不曾發現被使用於書寫此種語言。
布列塔尼語是在布列塔尼使用的另一種凱爾特語言，此種語言也受到高盧語的些許影響，保留了高盧語的一些特徵。

## 科利尼曆法
現存最長且連續的高盧文語料是發現於法國里昂附近的科利尼曆法。科利尼曆法和一個後來被辨識為太陽神阿波羅的石像一起被發現（有人認為是戰神瑪爾斯）。
這個科利尼曆法上面記載了當時高盧人使用的月曆，並將全年分為兩大部分，分別以 SAMON 和 GIAMON 起始；SAMON 代表 Samonios「夏季」（愛爾蘭語：Samhradh；威爾斯語：Haf），意思是「落種」；GIAMON 代表 Giamonios「冬季」（愛爾蘭語：Geamhradh；威爾斯語：Gaeaf），意思是「射雪」。
只有一些像祭典或節慶這樣重要且特別的日子被特別命名，例如其中一個 SAMON- xvii 代表 TRINVX SAMO SINDIV，被解讀為 Trinouxtion Samonii sindiu 的縮寫，意思是「今日是夏季的"三夜期"（節慶或祭典名）」。

## 外部連結
- L.A. Curchin, "Gaulish language"
- Gaulish language
- Samhain: Season of Death and Renewal
- The Coligny Calendar